# Cantone di Ballon
Il Cantone di Ballon era una divisione amministrativa dell'arrondissement di Le Mans.
È stato soppresso a seguito della riforma complessiva dei cantoni del 2014, che è entrata in vigore con le elezioni dipartimentali del 2015.
Comprendeva i comuni di:
- Ballon
- Beaufay
- Courcebœufs
- Courcemont
- La Guierche
- Joué-l'Abbé
- Montbizot
- Sainte-Jamme-sur-Sarthe
- Saint-Jean-d'Assé
- Saint-Mars-sous-Ballon
- Souillé
- Souligné-sous-Ballon
- Teillé